# John S. Reshetar, Jr.
John S. Reshetar, Jr. (1924- 2015) fue un historiador estadounidense, que escribió diversos trabajos sobre la Unión Soviética.
Fue autor de obras como The Ukrainian Revolution, 1917-1920: A Study in Nationalism (Princeton University Press, 1952), Problems of analyzing and predicting Soviet behavior (Doubleday & Company, 1955) An Inquiry Into Soviet Mentality (1956), junto a Gerhart Niemeyer, A Concise History of The Communist Party of the Soviet Union (Praeger, 1960) o The Soviet Polity: Government and Politics in the U.S.S.R (Dodd, Mead & Co., 1971), entre otras.